# Chaenophryne
Chaenophryne is een geslacht van straalvinnige vissen uit de familie van armvinnigen (Oneirodidae). Het geslacht is voor het eerst wetenschappelijk beschreven in 1925 door Regan.

## Soorten
- Chaenophryne draco Beebe, 1932
- Chaenophryne longiceps Regan, 1925
- Chaenophryne melanorhabdus Regan & Trewavas, 1932
- Chaenophryne quasiramifera Pietsch, 2007
- Chaenophryne ramifera Regan & Trewavas, 1932